# Janet Morgan
Janet Rachael Margaret Shardlow (* 1921 in London; † 1990), besser unter ihrem Geburtsnamen Janet Morgan bekannt, war eine englische Squash- und Tennisspielerin.

## Squash
Janet Morgan gewann 1949 die US-amerikanischen Meisterschaften. Sie stand 1948 und 1949 zweimal im Finale der British Open, die zu der Zeit als inoffizielle Weltmeisterschaft angesehen wurden. Sie verlor beide Partien gegen ihre Landsfrau Joan Curry. 1950 konnte sie schließlich ihren ersten Titel feiern, als sie Curry glatt in drei Sätzen besiegte. Diesen Titel verteidigte sie durchgängig bis 1959, womit sie das Turnier insgesamt zehnmal gewann. Einzig Heather McKay konnte mit 16 Titeln öfter die British Open gewinnen. Aufgrund anhaltender Rückenverletzungen musste sie 1960 ihre aktive Spielerkarriere beenden. Sie war, bis zu ihrem Rücktritt 1983, die erste Präsidentin der Women’s International Squash Players Association und 1993 posthum in die World Squash Hall of Fame aufgenommen.

## Tennis
Janet Morgan war auch im Tennis aktiv. Zwischen 1946 und 1955 nahm sie jedes Jahr am Turnier von Wimbledon teil und war 1946 Teil der britischen Mannschaft beim Wightman Cup.